# Metabiantes punctatus
Metabiantes punctatus is een hooiwagen uit de familie Biantidae.